# Dwór w Królikowicach
Dwór w  Królikowicach – dwór wybudowany  w Królikowicach ok. 1800 r. Obiekt jest częścią zespołu dworskiego w skład którego wchodzi jeszcze park.